# 城堡山 (哈利法克斯)
城堡山（英語：Citadel Hill），又名喬治堡（英語：Fort George，名稱系來自於英王喬治二世）是位於加拿大新斯科舍省哈利法克斯的一座歷史遺跡，曾是英國與法國在加拿大對峙時英國的重要據點。城堡山包括了多個防禦據點，現在的城堡山已經恢復了維多利亞時代的景緻。

## 外部連結
- Fortification Archaeology - Halifax
- Halifax Citadel National Historic Site of Canada
- Halifax Citadel Regimental Association （页面存档备份，存于）
- Satellite Photo of Citadel Hill